# Brookesia decaryi
Brookesia decaryi là một loài thằn lằn trong họ Chamaeleonidae. Loài này được Angel mô tả khoa học đầu tiên năm 1939.

## Hình ảnh

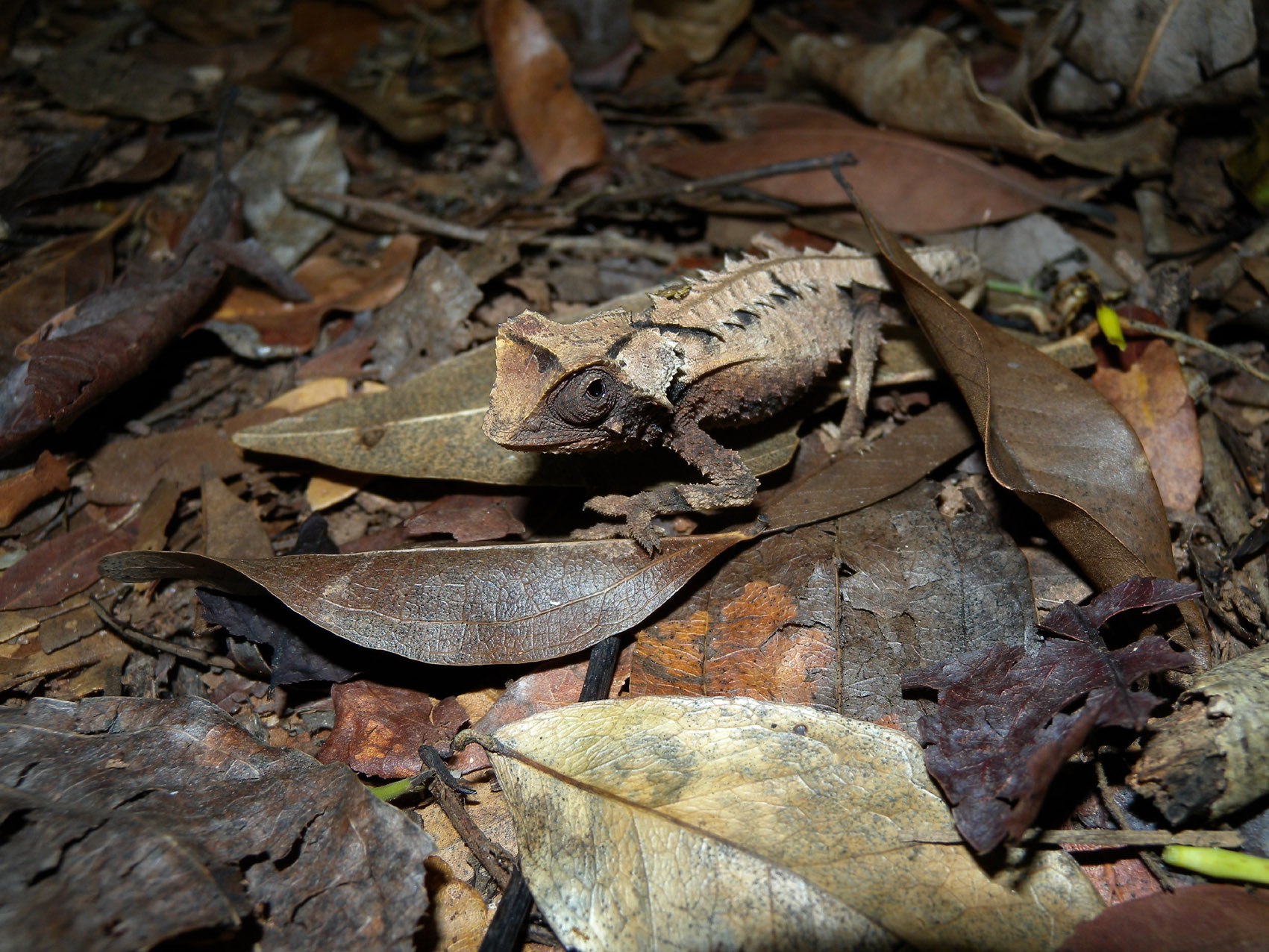
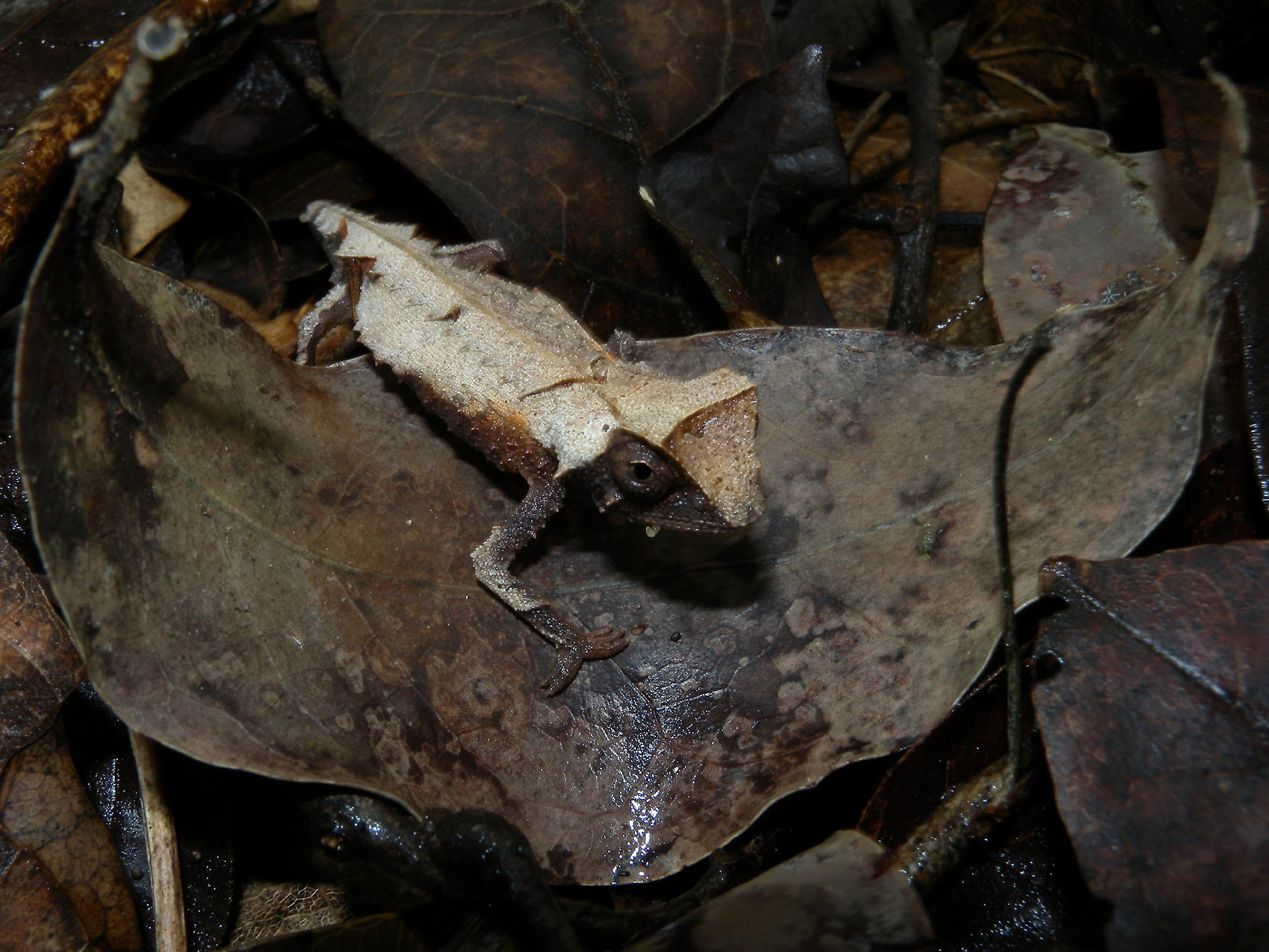
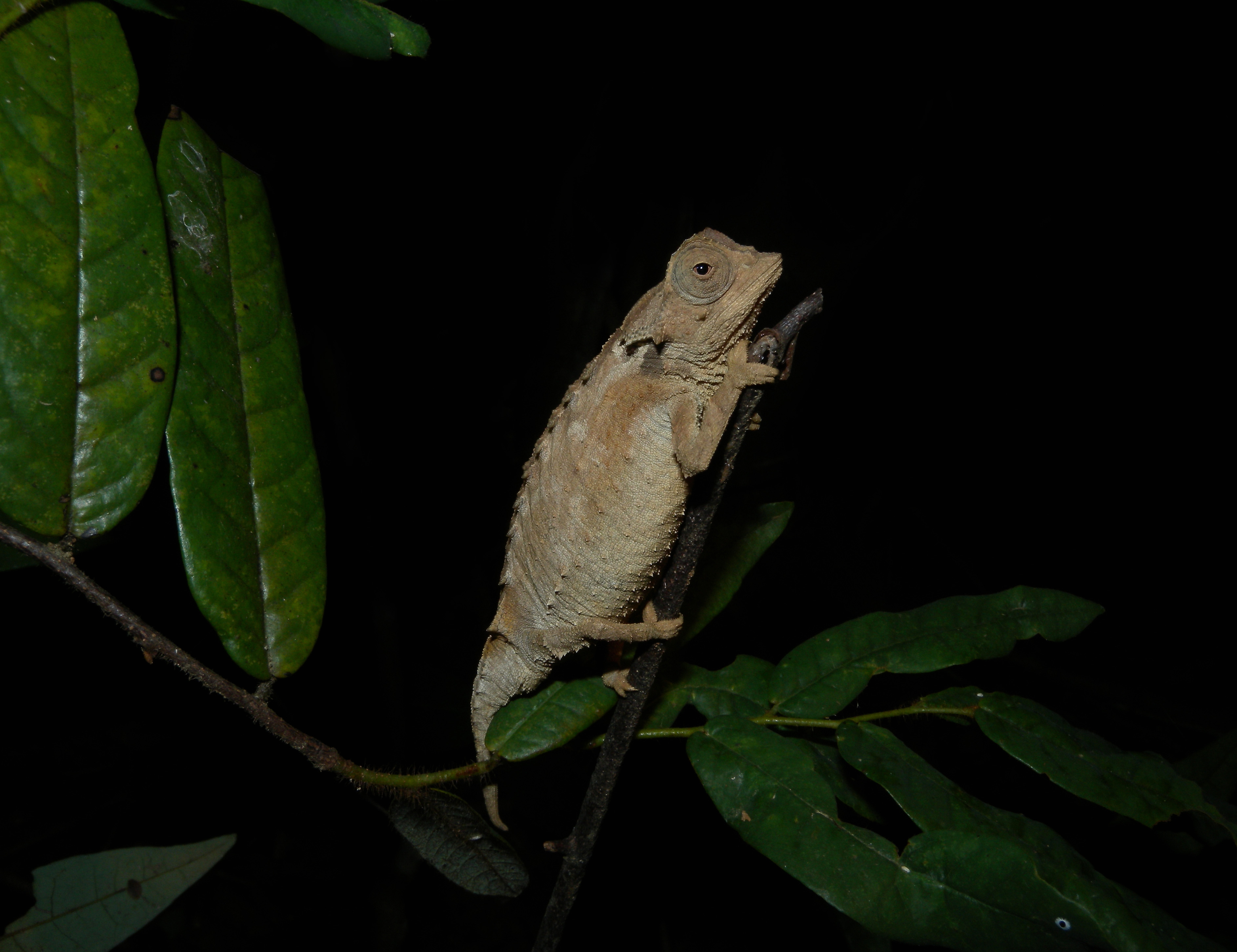